# 樟普寮鳳山寺
23°56′28″N 120°38′15″E / 23.941243881065915°N 120.63745318465925°E
南投樟普寮鳳山寺，又作樟普寮鳳山寺、當地人稱觀音媽廟，位於臺灣南投縣南投市八卦山山脈，是為當地鳳山里、鳳鳴里信仰中心。
祭祀圈為六角頭參與年例例祭繳納丁錢（樟普寮角、楓仔腳角、新厝仔角、過車路角、什姓角、六分寮角等共六角頭），而信仰圈則依縣道139號沿途自崙仔庒、縣界到橫山等一帶。
坐落於縣道139號上，往來騎腳踏車、登山運動的中繼站，每逢假日騎車與運動人士不斷，廟宇香火鼎盛神威顯赫，庇蔭出外遊子與旅居外地本庒庒民，故鳳山寺有著「蔭外庒」名號。
主祀：觀音佛祖、祖師公公、天上聖母（二媽）、玄天上帝、太子元帥
樟普寮鳳山寺亦屬彰化南瑤宮老二媽會角頭廟（南投第三區角—樟普寮小角），年例恭請老二媽巡境遊庒。

## 歷史
清雍正十年（西元1732年）漳浦縣藍姓等首入移墾至此，墾民為解思鄉情懷，
當地又極似原鄉，遂將該地命名「漳浦寮」，後因樟林遍野則又稱作「樟普寮」。
據道光年間周璽所撰述《彰化縣志》中，彰化縣疆域內大武郡東西保中有漳浦寮一詞出現，在劃分中屬彰化縣武東堡。
《臺灣府輿圖纂要》記載：「大武郡保（分武東保、武西保。在正南東螺保之北。離城三十餘里）：施厝平莊、鹿鳴莊、樟浦寮、南雅莊、浦興莊......」。
本寺由來據廟志碑文記載，樟普寮藍氏開臺祖藍殿、藍寒(福建漳浦人士)入墾，因渡海來臺前求得一只浙江省普陀山不肯去觀音院香火袋，來臺隨身攜帶不曾離身過，藍姓先賢與眾先賢披星戴月開墾不歇，而在一次取下衣物與香火袋掛在樹上時，忘記將其帶回，於夜晚時分香火袋發出五彩毫光於當地大放異彩於黑暗之中如一盞燈火，眾人聞光往前探看，發覺是一只香火袋，相互奔走宣告有靈，觀音佛祖顯聖庇佑大眾，眾人遂此決議於發毫光處起建三間茅屋草厝供奉其香火，是時乃為草厝時期。
後因風雨不斷故於咸豐十一年（西元1861年）改造為土牆茅草屋之公廳，安奉觀音佛祖香火，俗稱觀音媽廟或武東堡草尾嶺公廳。
公廳興建後聘僱雕刻師前來進駐寺中，以樟樹根並按觀音佛祖所指示作雕刻金身，雕刻師夜裡雕刻時有如神助般戰戰兢兢，待雕刻好時巧妙的於肚臍眼位置恰巧有一活目人人稱奇。
清同治元年(西元1862年)本地藍姓先賢自二祖師與三祖師香火則是自草屯北勢湳所帶回(後與北勢湳分祀，建平林永安宮)，並一同奉祀於「武東堡草尾嶺公廳」。
大祖師公公是由先民移墾自東勢角新伯公(今東勢濟安宮)將其香火帶回。
大正十年(西元1921年)，向日本當局申請重建獲准，經觀音佛祖指示建寺尺寸，並依雙龍宮殿式閩南建築架構建造，復經祖師公公之督導。是年臘月，主殿及龍虎側廂房同時完成。
民國五十八年(西元1969年)，於龍虎側廂房二樓建造鐘鼓樓完成（左懸鐘右吊鼓），至此鳳山寺可謂至善止於完美也。

## 將寮
樟普寮鳳山寺設有五方將寮（五營）戍守本地境內居民平安，依各地聚落約莫中心位置而設立，而南方特有兩座將寮為兩處有各自之聚落。
其將寮將爺最為特殊以稻草編織綁製而成，並於農曆十月廿八日祖師公公聖誕千秋犒將完畢後由各角頭頭家仔請回各自將寮奉祀換置新將，而舊將則隨同金紙於金爐中燒化。
| 將寮位置 | 地理名稱 | 祭祀範圍                   |
| 北方將寮 | 灣門仔   | 大厝底、崎頭、灣門仔等聚落 |
| 東方將寮 | 過車路   | 過車路、車庫等聚落         |
| 西方將寮 | 楓仔腳   | 楓仔腳聚落                 |
| 南方將寮 | 凹窩寮   | 新厝仔、凹窩寮等聚落       |
| 南方將寮 | 六分寮   | 六分寮聚落                 |

## 年例例祭活動
分別有農曆正月初九日天公生迎天公、農曆六月十九日觀音媽生、農曆七月十五日中元普渡、農曆十月廿八日祖師公公生。

## 進香紀錄
樟普寮鳳山寺進香並無固定之時間，皆由觀音佛祖或祖師公公降乩指示方有進香活動，然據現有資料顯示每逢指示進香皆是以連三年為規律。
| 進香年分             | 神祇              | 目的地                                             |
| 西元1972年歲次壬子年 | 祖師公公          | 赴草屯平林永安宮刈香                               |
| 西元1973年歲次癸丑年 | 祖師公公          | 赴臺中東勢濟安宮刈香                               |
| 西元1993年歲次癸酉年 | 觀音佛祖          | 赴大陸浙江省南海普陀山不肯去觀音院謁祖進香         |
| 西元1994年歲次甲戌年 | 觀音佛祖          | 赴大陸浙江省南海普陀山不肯去觀音院謁祖進香         |
| 西元1995年歲次乙亥年 | 觀音佛祖          | 赴大陸浙江省南海普陀山不肯去觀音院謁祖進香         |
| 西元2012年歲次壬辰年 | 天上聖母 玄天上帝 | 赴大陸湄洲天后宮刈香、武當山紫霄宮參香             |
| 西元2013年歲次癸巳年 | 祖師公公 玄天上帝 | 赴大陸武當山紫霄宮參香、廣東省梅縣陰那山靈光寺參香 |
| 西元2014年歲次甲午年 | 祖師公公          | 赴廣東省梅縣陰那山靈光寺刈香                       |
| 西元2017年歲次丁酉年 | 祖師公公          | 赴草屯平林永安宮刈香                               |
| 西元2018年歲次戊戌年 | 祖師公公          | 赴草屯平林永安宮刈香                               |
| 西元2019年歲次己亥年 | 祖師公公          | 赴臺中東勢濟安宮刈香                               |
| 西元2023年歲次癸卯年 | 觀音佛祖          | 赴大陸浙江省南海普陀山不肯去觀音院謁祖進香         |
| 西元2024年歲次甲辰年 | 觀音佛祖          | 赴大陸浙江省南海普陀山不肯去觀音院謁祖進香         |
| 西元2025年歲次乙巳年 | 待定              | 待定                                               |

## 交通
- 縣道139號（八卦路）縣道139線縱貫南北，為往來彰化南投兩地重要幹道。

- 自行開車：

  - 福爾摩沙高速公路北上自228 南投南投交流道下匝道行走福崗路一段右轉台3線南崗二路執行後左轉仁和路直行左轉成功三路直行右轉縣道139號八卦路。

  - 福爾摩沙高速公路南下自224 中興中興交流道下匝道轉左斜方草溪路直行過平林橋左轉台14丁線彰南路三段直行右轉 投18線 鳳山路上坡直行右轉縣道139號八卦路。

  - 台76線 26 林厝下匝道過東彰路紅綠燈直行左轉縣道137號山腳路直行右轉湖水路上百果山左轉直行湖水路爬坡接縣道139號直行八卦路。
- 大眾運輸：彰化客運6925「員林-樟普寮-南投」來回各有9次班車，其站址位於鳳山寺前，站名為「樟普寮」。

## 資料來源
1. ↑  李應森，1982年. .
2. 1 2  周璽，道光九年. .
3. 1 2  樟普寮鳳山寺. .
4. ↑  黃詳益. .
5. ↑  . : 臺中廳東勢郡.
6. ↑  . : 東勢濟安宮.

## 外部連結
- 樟普寮鳳山寺的Facebook專頁
- 樟普寮鳳山寺的Instagram帳戶
- 樟普寮鳳山寺的Threads
- YouTube上的樟普寮鳳山寺頻道